# Ctenoberta abanga
Ctenoberta abanga là một loài bướm đêm trong họ Geometridae.